# Чекіст (фільм)
«Чекіст» — художній фільм з проєкту «Російські повісті», знятий Олександром Рогожкіним в 1992 році. Стрічку знято за повістю Володимира Зазубрина «Тріска» (1923). Головний герой — начальник губернського ЧК, який бере участь у позасудовому ухваленні вироків і розстрілах сотень людей. Стрічка була представлена в програмі «Особливий погляд» Каннського кінофестивалю в 1992 році.

## Сюжет
Співробітники ЧК Андрій Срубов, Ян Попіл та Ісаак Кац зачитують довгі списки «ворогів радянської влади» — тих, хто служив у білих або допомагав їм; тих, хто на кухні лаяв більшовиків; тих, чия вина полягає лише в «невідповідному» соціальному становищі. Вирок чекісти виносять самі, він завжди миттєвий та однаковий: розстріл. Намагаючись дотримуватися «революційної законності», яка, на їхню думку, полягає лише в окремому розгляді кожної конкретної справи, «судді» перетворюють зачитування списків у рутину: їхній «суд» настільки бездушний і бездумний, що вони можуть засудити до смерті самих себе.
Після оголошення вироку ув'язнених виводять з камер і відправляють у підвальну душову, де наказують роздягтися, ставлять по п'ять чоловік до стіни і розстрілюють в потилицю. Потім трупи виволікають назовні, звідки щодня виїжджає вантажівка, переповнена тілами страчених людей.
Одна з центральних тем фільму — внутрішня трагедія інтелігента Срубова, яка виражається в його спробі виправдати насильство потребами більшовицької революції. На відміну від своїх малоосвічених соратників, для яких масові розправи є справою історичної помсти класовим «ворогам», Зрубів намагається вибудувати філософію, яка могла б виправдати кровопролиття «суспільним благом». Апріорна нерозв'язність цього питання приводить його до нестерпних докорів сумління і далі — до остаточного божевілля.

## У головних ролях
- Ігор Сергєєв — Андрій Павлович Срубов, начальник губернського ЧК
- Олексій Полуян — Ян Карлович Попіл, завідувач відділу агентури, член ЧК
- Михайло Вассербаум — Ісаак Кац, приятель Срубова, член ЧК
- Сергій Ісавнін — Семен Худоногов, чекіст-виконавець
- Василь Домрачев — Юхим Соломін, чекіст-виконавець
- Олександр Медведєв — Іван Мудиня, чекіст-виконавець
- Віктор Хозяїнов — Наум Непомнящий, чекіст-виконавець
- Олександр Харашкевіч — Олексій Боже, чекіст-виконавець
- Ігор Головін — комендант (чекіст-кокаїніст)
- Ніна Усатова — прибиральниця в ЧК
- Борис Морозов

## У ролях
- Оксана Базилевич — Валентина, дружина Срубова
- Сергій Замора — сімейний лікар
- Марина Крутікова — мати Срубова
- Марія Вороніна — секретар ЧК
- Ілля Ривін — Зікельман, власник ювелірного магазину
- Віктор Бичков — слідчий ЧК
- Ольга Тарасенко
- Сергій Мигицко — родич капітана Клименка
- Тетяна Кабанова
- Сергій Косирев

## Знімальна група
- Сценарій — Жак Бенак
- Режисер-постановник — Олександр Рогожкін
- Оператор-постановник — Валерій Мюльгаут
- Художник-постановник — Григорій Образцов
- Композитор — Дмитро Павлов
- Продюсери — Гі Селігман, Олег Коньков

## Проєкт «Російські повісті»
Проєкт «Російські повісті» був спродюсований Олегом Коньковим і Гі Селігманом спеціально для французького телеканалу «La Sept» (ARTE). До нього увійшло 6 фільмів:
- «Ключ» (1992, за однойменною повістю М. Алданова, реж. Павло Чухрай),
- «Дитя» (1992, за розповідями Вс. Іванова, реж. Віктор Титов),
- «Рукопис» (1992, за повістю Л. Чуковської «Спуск під воду», реж. Олександр Муратов),
- «Пітьма» (1991, за однойменною повістю Л. Андрєєва, реж. Ігор Масленников)
- «Чекіст» (1992, за повістю В. Зазубріна «Тріска» (1923), реж. Олександр Рогожкін),
- «На Іртиші» (1992, за мотивами однойменного роману С. Залигіна, реж. В'ячеслав Сорокін).